# Thusdros
Thusdros (llatí Thysdrus o Tusdra o Tusdrus) fou una ciutat d'Àfrica que Plini el vell esmenta com a capital del Tusdritans, a mig camí entre Thene i Tapsos, i a l'oest del promontori de Bracodes. A la ciutat es va proclamar emperador Gordià III en oposició a Maximí. Segurament fou Gordià que li va donar el títol de colònia romana. Actualment es diu Legem o Al-Jemme i en resten ruïnes, principalment un amfiteatre en bon estat.